# Sybra demarzi
Sybra demarzi là một loài bọ cánh cứng trong họ Cerambycidae.